# Доктор Кто (фильм, 1996)
«Доктор Кто» (англ. Doctor Who), который также называется «Доктор Кто: Фильм» (англ. Doctor Who: The Movie) и «Доктор Кто: Телевизионный фильм» (англ. Doctor Who: The Television Movie) — американо-британский телефильм 1996 года, продолжение британского научно-фантастического телесериала «Доктор Кто». Снят при сотрудничестве Universal Studios, BBC Films, BBC Worldwide, 20th Century Fox и Fox Broadcasting Company. Телепремьера состоялась 12 мая 1996 года в Канаде, на канале CITV. Показ в США состоялся 14 мая на канале Fox, в Великобритании — 27 мая на BBC One. В некоторых странах в течение ограниченного времени фильм демонстрировался в кинотеатрах.

## Сюжет
Фильм начинается с того, как Мастера судят на Скаро и признают виновным за «множество злостных преступлений». Далеки приводят в исполнение его смертный приговор. Согласно его последнему желанию, его заклятый враг, Доктор, должен доставить его останки на Галлифрей.
Во время полёта на Галлифрей в ТАРДИС Доктора её хозяин читает «Машину времени» Г. Дж. Уэллса и слушает сентиментальную музыку на старом граммофоне, который в какой-то момент постоянно пропускает слово «время», пока от удара оно не возвращается на место. Контейнер, содержащий останки Мастера, сильно трясётся и раскрывается, позволяя разумному призрачному змею сбежать из неё. Он проникает в управление ТАРДИС и устраивает аварийную посадку в китайском квартале Сан-Франциско, Калифорния 30 декабря 1999 года. Как только Доктор выходит из ТАРДИС, чтобы осмотреться, его тут же расстреливает банда, преследующая Чанг Ли, молодого американца китайского происхождения. Прежде чем упасть в обморок от боли, Доктору удаётся пробормотать Ли пару предложений. Ли звонит в скорую, и Доктора немедленно доставляют в ближайшую больницу. На рентгене хирурги обнаруживают, что у Доктора два сердца, но они предполагают, что на снимке двойная экспозиция. Они кладут Доктора под наркоз, чтобы вытащить пули из правого плеча и левой ноги, прежде чем вызвать кардиолога. Кардиолог доктор Грейс Холлоуэй начинает операцию с помощью сердечного щупа. Доктор просыпается и пытается предотвратить операцию, объясняя про своё неземное происхождение, а также говорит Грейс, что ему нужны бериллиевые атомные часы, но ему быстро вкалывают анестетик, и он снова теряет сознание. Анатомия Доктора сбивает Грейс с толку, но она уже случайно повредила кровеносную систему Доктора щупом, убив его. Доктора объявляют мёртвым, и его тело перевозят в морг. Ли крадёт пожитки Доктора, включая ключ от ТАРДИС, и сбегает. Тем временем призрачный змей, спрятавшийся в машине скорой помощи, нападает на её водителя, Брюса, и забирает его тело. Когда жена Брюса по утру замечает изменения в поведении мужа, Мастер, теперь контролирующий его тело, убивает её.
Позже ночью Доктор вновь начинает дышать и регенерирует в восьмое воплощение, после чего покидает морг в состоянии смятения, надевая части предназначенных для новогодней вечеринки костюмов. Он следует за Грейс, когда она покидает больницу, и, вытащив из тела остатки щупа, вставленного Грейс во время операции, убеждает её в том, что, несмотря на другую внешность, он тот же человек, которого она оперировала ранее. Администрация больницы заминает скандал с неудачной операцией и уничтожает подставляющие больницу рентгеновские снимки Доктора, после чего Грейс увольняется оттуда и принимает Доктора, который ещё не восстановил память после регенерации, у себя дома.
Тем временем Ли возвращается к ТАРДИС с ключом и проникает в машину времени. Мастер прибывает вскоре после него и говорит Ли, что Доктор похитил у него как ТАРДИС, так и тело, которое он хочет вернуть. Мастер убеждает Ли открыть Глаз Гармонии, что ему под силу благодаря его человеческому узору сетчатки. Доктор возвращает себе память и от радости целует Грейс. Далее он пытается держать глаза закрытыми, дабы Мастер не смог следить за ними. Также Доктор предупреждает Грейс, что, если они не закроют Глаз до полуночи, вся планета может затянуться в него и, чтобы закрыть его, Доктору нужны атомные часы. Сначала Грейс не верит ему, но когда он показывает, что природа реальности уже меняется, пройдя сквозь эркеры, не разбив их, девушка соглашается взять его на открытие атомных часов в Институте технического прогресса и исследований Сан-Франциско. Их подвозят к Институту на скорой помощи, управляемой Ли и Мастером, которого Доктор всё ещё не признаёт. Однако когда Мастер снимает солнцезащитные очки, показывая нечеловеческие глаза, Доктор и Грейс сбегают из скорой и крадут полицейский мотоцикл, но Мастер успевает плюнуть на запястье Грейс жидкостью сродни желчи.
В Институте Доктору и Грейс удаётся собрать чип интегральной схемы с атомным часовым механизмом с помощью уловки, после чего они возвращаются к ТАРДИС. Там Доктор сразу же устанавливает чип и закрывает Глаз, но выясняется, что Глаз был открыт в течение слишком долгого времени, и теперь, чтобы предотвратить уничтожение Земли, они должны вернуться в прошлое, в тот момент, когда Глаз ещё не был открыт. Однако прежде чем Доктору удаётся направить энергию в ТАРДИС, Мастер берёт контроль над Грейс, используя желчь, которой поражает девушку, и заставляет её сбить Доктора с ног. Доктор прикован над Глазом, его глаза держат открытыми, дабы позволить Мастеру забрать оставшиеся регенерации Доктора. Когда Доктор пробуждается, он поначалу безуспешно пытается вывести Ли из-под контроля Мастера; однако когда Мастер приказывает Ли снова открыть Глаз, тот отказывается, заставляя Мастера убить его. Далее Мастер освобождает Грейс от своего контроля, её глаза становятся нормальными, и затем он заставляет её открыть Глаз. Пока Мастер начинает отбирать у Доктора регенерации, Грейс удаётся присоединить последнюю цепь питания в комнате управления и отправить ТАРДИС во все моменты до наступления полуночи, предотвращая уничтожение Земли. Когда Грейс пытается вернуться, чтобы помочь Доктору, она бросается с балкона, и её убивает Мастер, но этого оказывается достаточно, чтобы дать Доктору время столкнуть Мастера в Глаз, вероятно убив его. После этого Глаз закрывается, и время возвращается на несколько мгновений до полуночи, возвращая Грейс и Ли к жизни.
Когда троица приходит в себя, они узнают, что мир в безопасности. Когда Ли возвращает остальные вещи Доктора и отходит, Доктор предупреждает Ли, что тому не следует оставаться в Сан-Франциско на следующую новогоднюю ночь. Затем Доктор предлагает Грейс путешествовать с ним в ТАРДИС, но она вежливо отказывается, на прощание они целуются и расходятся в разные стороны. Доктор возвращается в ТАРДИС и уносит её в новое приключение. Когда он возвращается к книге, которую читал до посадки на Землю, граммофон пропускает то же самое место, заставляя Доктора воскликнуть: «О нет, только не снова!»

## Производство
Продюсер Филипп Сигал в течение нескольких лет пытался запустить производство новой американской серии Доктора Кто, но единственная американская сеть, проявившая интерес к проекту, была сеть Fox, и только на один телефильм. Следовало надеяться, что телефильм будет успешным, тогда Fox можно было убедить пересмотреть условия, однако рейтинги телефильма в Америке не были достаточно высокими, чтобы удерживать интерес телесети.
Фильм был снят на 35 мм плёнку в Ванкувере. На сегодняшний день это единственная часть сериала, полностью снятая и смонтированная за пределами Великобритании.